# 阪大坂

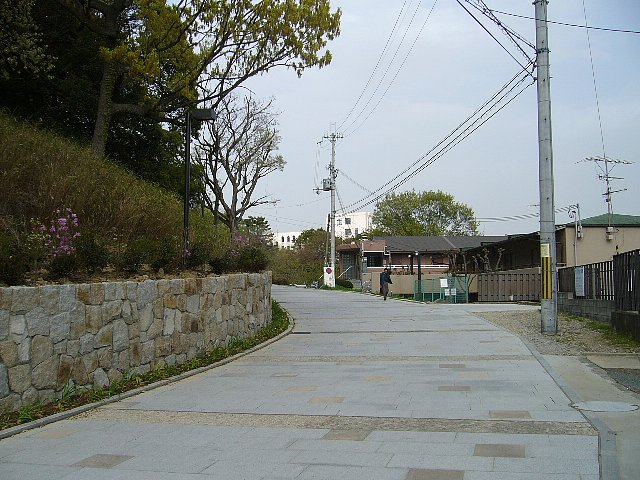
阪大坂：遠くに見える白い建物は豊中キャンパスのイ号館

阪大坂（はんだいざか）は、大阪府池田市にある坂。

## 概要
大阪府池田市の阪急電鉄宝塚本線・箕面線 石橋阪大前駅から石橋の街中を通り、待兼山西麓を登って大阪大学豊中キャンパスへ向かうルートの後半にある坂。
石橋からの坂には他に留年坂（りゅうねんざか）もある（後述）。

## 阪大坂
阪大坂は国道171号と国道176号の交わる「石橋阪大下」交差点の南東隅から出て、待兼山中途へ至る坂の俗称。阪大豊中キャンパスを縦貫したのち、箕面市半町と中央環状線をつなぐ道路へと続くが、一般に阪大坂と呼ばれるのは、石橋阪大下交差点（座標）より豊中キャンパス通用門（座標）（正式名称は「石橋門」）までのやや急な部分である。なお阪大坂自体は豊中市待兼山町に属するが、道路南側の大部分に豊中市と池田市の市境が走っている。
石橋阪大下交差点は阪急石橋阪大前駅の南東に位置し、東改札口から約340メートル。そこから石橋門まで約440メートルが阪大坂であり、駅から石橋門までは歩いてほぼ10分を要する。かつては舗装もボロボロの狭い道であったが、2005年（平成17年）度に敷石を整え、医学部保健学科と坂の間のフェンスを除去して生垣を整備、また下の取り付け部で一部拡幅されるなど改善が進んでいる。この整備工事は、医学部保健学科敷地内に大阪大学総合学術博物館が開館するなどの、一連の整備計画の一環として行われた。
かつては自転車通学をする学生が多く見られたが2007年（平成19年）秋頃から警備員が配置され、自転車は手押しで通行するように呼びかけられ、2008年（平成20年）4月より大学関係者の自転車・バイクを含む車両の通行が禁止された。
阪大坂の入り口周辺の地域を「坂下」（さかした）と呼ぶ。

## 留年坂
留年坂は通学のメインルートである阪大坂に対し、阪大坂から池を挟んだ反対側にある山を登る道の俗称である。たんに「裏道」と呼ばれることもある。石橋阪大下交差点付近より住宅地を抜けるか、阪大坂の途中で中山池を回り込むかするとたどり着く。獣道といった様相を呈していたが、1998年（昭和63年）頃、坂に近接する大学施設である待兼山会館の建て替えにともなって整備され、遊歩道のようになった。阪大坂と異なり階段が多く、自転車や車椅子では通行できない。
留年坂を通りキャンパス内にはいると最初にある建物は学生会館と「明道館」というサークル・クラブ棟である。このため、この坂を通って通学する学生は教室へ行かずサークル棟に入り浸りになる、ということで「留年坂」の名が付いた。教職員や付近住民らも用いる阪大坂の名称と違い、留年坂の名称の通用範囲は狭い。

## 関連記事
- 大阪大学
- 原級留置（留年）